# Théorie des mutations domaniales
La théorie des mutations domaniales, en droit administratif français, expose que l'État peut, arbitrairement et sans indemnité, modifier l'affectation d'un bien appartenant au domaine public d'une autre personne morale de droit public.

## Exposé de la théorie
En 1909, le Conseil d'État a indiqué que l'État pouvait de façon autoritaire, au nom de l'intérêt général, modifier l'affectation d'une dépendance appartenant au domaine public d'une collectivité territoriale. Cette conception a été désignée sous le nom de « théorie des mutations domaniales » par Marcel Waline qui en a contesté la validité.
Selon cette théorie, l'État n'a pas à indemniser la collectivité territoriale car il n'y a pas de transfert de propriété mais seulement un changement d'affectation, dans l'intérêt général. L'arrêt de 1909 estime que le domaine public est grevé d'une « servitude dans l'intérêt du public » et que la puissance publique est libre de décider de l'affectation de ce domaine. Seuls les dommages de travaux publics peuvent le cas échéant faire l'objet de compensations financières. Dans une République unitaire telle que la France, selon les tenants de cette théorie, l'intérêt de l'État doit primer sur celui des autres personnes publiques. Il s'agit d'un principe général du domaine public.
En 2004, le Conseil d'État (arrêt Commune de Proville) confirma le principe de la théorie domaniale tout en continuant à refuser toutes demandes d'indemnités par la collectivité lésée.
Depuis l'entrée en vigueur du Code général de la propriété des personnes publiques, l'article L. 2123-4 consacre cette théorie.

## Doctrine et jurisprudence
Les juristes, depuis Hauriou qui parlait de « spoliation », ont souvent critiqué cette théorie en estimant qu'elle établissait une inégalité anormale entre l'État et les collectivités locales. Or le Conseil constitutionnel, dans une décision rendue le 25 juin 1986, estime que le droit de propriété affirmé avec force par la Déclaration des droits de l'homme et du citoyen de 1789 concerne « à titre égal la propriété de l'État et des autres personnes publiques ». D'autre part, la réforme constitutionnelle de 2003 a inscrit le rôle des collectivités territoriales dans la loi fondamentale. Enfin, l'État peut exercer ce droit par de simples décrets et sans concertation publique, même si le changement d'affectation a pour conséquence des travaux d'aménagements très importants.
Malgré ces considérations, le juge administratif continue à reconnaître la théorie des mutations domaniales. Elle fait toutefois l'objet d'applications assez rares.

## Traduction et réaménagement de cette théorie dans le Code général de la propriété des personnes publiques
Le Code général de la propriété des personnes publiques, entré en vigueur le 1er juillet 2006, a traduit par écrit cette théorie prétorienne. Son article L. 2123-4 dispose désormais : "Lorsqu'un motif d'intérêt général justifie de modifier l'affectation de dépendances du domaine public appartenant à une collectivité territoriale, un groupement de collectivités territoriales ou un établissement public, l'État peut, pour la durée correspondant à la nouvelle affectation, procéder à cette modification en l'absence d'accord de cette personne publique". 
Du fait de l'affirmation progressive de la décentralisation et de la libre administration des collectivités territoriales, ainsi que des nombreuses critiques doctrinales susmentionnées, certaines garanties ont du être apportées. En premier lieu, l'article L. 2123-6du Code général de la propriété des personnes publiques inscrit dans le droit positif le principe d'une indemnisation « à raison des dépenses ou de la privation de revenus qui peuvent en résulter pour la personne dessaisie ». Il s'agit formellement d'une remise en cause de l'un des éléments les plus contestés par la doctrine. 

## Contestation doctrinale contemporaine
La doctrine relève aujourd'hui principalement les doutes quant à la portée exacte de cette indemnisation. D'aucuns considèrent que l'objet même de l'indemnisation semble révéler une inconstitutionnalité : l'absence d'indemnisation automatique pour simple privation de jouissance reviendrait à "nier le principe de libre administration des collectivités en ignorant l'atteinte indirecte porté au droit de propriété par la seule privation de l'exercice du pouvoir d'affectation" . Aujourd'hui, ce n'est donc plus le principe des mutations domaniales qui fait l'objet de critiques : "ce sont les conséquences issues de cette modification forcée de l'affectation qui préjudicient le plus au principe de libre administration des collectivités".